# Lost in Love (EP)
《Lost in Love》는 2010년 12월 9일 발매된 대한민국의 가수 윤하의 첫 번째 EP 음반이다. 디지털 음원 사이트에는 2010년 12월 9일, CD형태의 음반은 12월 16일 발매되었으며 신곡 "내 남자친구를 부탁해"와 기존에 발표한 싱글 및 OST 수록곡 등이 포함되어 있다.

## 구성
- 《Lost in Love》는 윤하의 음반 중 EP 형태로는 처음으로 발표된 음반이다. 총 5곡이 수록되어 있으며 타이틀 곡 "내 남자친구를 부탁해"를 제외한 나머지 4곡은 기존에 발표했던 싱글을 리메이크한 것이거나 O.S.T에 수록된 것이다. "내 남자친구를 부탁해"는 화요비가 작사, 황찬희가 작곡 및 프로듀싱을 맡았으며 윤하가 공동 프로듀싱으로 함께 참여하였다. 2010년 12월 9일 M.net 엠 카운트다운에서 첫 무대를 가졌다. 뮤직 비디오에는 윤하와 더불어 김동욱이 출연하였다.
- "기다리다"는 한국 데뷔 싱글인 'Audition (Time2Rock)'에 수록된 동명의 곡을 어쿠스틱 버전으로 편곡한 것이다. 기타 세션은 기타리스트 홍준호가 맡았다.
- "One Shot"은 2010년 10월 4일 발표된 동명의 싱글을 다시 수록한 것이다. 원곡과 비교하여 랩 부분의 가사 등에 약간의 변화를 주었다.
- "꿈속에서"는 일본 애니메이션 '포켓몬스터'의 극장판 13기 "환영의 패왕 조로아크" O.S.T 수록곡으로 윤하가 직접 작사, 작곡하였다.
- "말도 안돼"는 한국 드라마 MBC의 개인의 취향 메인 O.S.T로 삽입되었다.

## 수록곡
| #             | 제목                                                     | 작사          | 작곡          | 재생 시간 |
| ------------- | -------------------------------------------------------- | ------------- | ------------- | --------- |
| 1.            | 〈기다리다〉 (Acoustic Ver.)                             | 심재희        | 윤하          | 5:48      |
| 2.            | 〈말도 안돼〉 (개인의 취향 O.S.T.)                       | Nana          | 이관          | 3:14      |
| 3.            | 〈One Shot〉 (Feat. 주석)                                | 주석          | 황찬희        | 3:58      |
| 4.            | 〈꿈속에서〉 ('포켓몬스터: 환영의 패왕 조로아크' O.S.T.) | 윤하          | 윤하          | 4:49      |
| 5.            | 〈내 남자친구를 부탁해〉                                 | 화요비        | 황찬희        | 4:24      |
| 총 재생 시간: | 총 재생 시간:                                            | 총 재생 시간: | 총 재생 시간: | 22:13     |